# Jared Y. Sanders Jr.
Jared Young Sanders, Jr., född 20 april 1892 i Franklin i Louisiana, död 29 november 1960 i Baton Rouge i Louisiana, var en amerikansk politiker. Han var ledamot av USA:s representanthus 1934–1937 och 1941–1943. Han var demokrat med undantag av presidentvalet i USA 1960 då han stödde States' Rights Party. Han var son till Jared Y. Sanders som var Louisianas guvernör 1908–1912.
Sanders studerade vid Washington and Lee University, University of Louisiana och Tulane University. År 1914 inledde han sin karriär som advokat i Baton Rouge. Han tjänstgjorde i första världskriget som kapten i USA:s armé. Sanders fyllnadsvaldes 1934 till representanthuset efter att Bolivar E. Kemp hade år 1933 avlidit i ämbetet. År 1937 efterträddes Sanders i representanthuset av John K. Griffith. Sanders tillträdde 1941 på nytt som kongressledamot och efterträddes 1943 av James H. Morrison.
Sanders var elektorskandidat för States' Rights Party i presidentvalet 1960 men partiet fick inga elektorer i valet. En kort tid efter valdagen avled han i Baton Rouge. Sanders' grav finns på begravningsplatsen Roselawn Memorial Park.